# Karl Tunberg
Karl Tunberg, född  11 mars 1907 Spokane, Washington, USA, död 3 april 1992 London, Storbritannien, var en amerikansk manusförfattare och filmproducent. Hans manus för Tall, Dark and Handsome (1941) och Ben-Hur (1959) nominerades till Oscar för bästa originalmanus respektive bästa manus efter förlaga.

## Biografi
Tunbergs tidigaste alster inkluderade noveller och en roman med titeln While the Crowd Cheers, som publicerades 1935 av Macaulay Company. Mycket snart uppmärksammades Karl Tunbergs berättartalanger av filmstudior och han fick jobb som manusförfattare. Från 1937 var Karl på kontrakt som manusförfattare för Twentieth Century Fox. I början av 1940-talet flyttade Karl Tunberg sin verksamhet till Paramount Pictures. Under den första fasen av sin karriär samarbetade Tunberg vanligtvis med andra författare, särskilt med Darrell Ware, en skicklig kompositör av musikaliska komedier. Så småningom (under 1940-, 1950- och 1960-talen) arbetade Tunberg oftare på egen hand. Hans första långfilm var Hallå, Broadway! (1937), varefter han skrev manus till flera komedier och musikaler med stjärnor som Betty Grable, Sonja Henie, Deanna Durbin, Dorothy Lamour och Shirley Temple. Bland hans medverkande finns My Gal Sal (1942), Standing Room Only (1944), Kitty (1945) båda med Paulette Goddard, Why You're Mine (1952), Konungarnas dal (1954), Skandalernas man (1954), Den sjunde synden (1957), Glöm dina synder (1958), Misstänkt (1959).
Karl Tunberg var då och då både producent och författare – som i fallet med Kvinnan utan alibi (1947) och Glöm dina synder (1958). På 1960-talet skrev Tunberg även manus till två stora MGM-produktioner, I Thank a Fool (1962) och Where Were You When the Lights Went Out? (1967). Tunberg nominerades till två Oscarsutmärkelser.
I början av 1970-talet började Karl Tunberg skriva manus för tv-serier, men hans favoritmedium förblev  storbildsfilmen.
Tunberg dog i London i april 1992 och kremerades på Golders Green Crematorium.